# Museo Arqueológico Municipal de Crevillente
El Museo Arqueológico Municipal de Crevillente (Provincia de Alicante, España) se encuentra en la Casa del Parque, bello edificio de estilo neocasticista construido en 1927 por el arquitecto Juan Vidal Ramos, situado al Noreste del casco urbano junto a la zona verde más importante de la villa, con un cómodo acceso y facilidad para el estacionamiento de grandes vehículos.

## Salas
En su planta baja se puede visitar el despacho-laboratorio del médico crevillentino Francisco Mas-Magro, investigador en hematología que llegó a ser propuesto candidato a Premio Nobel, y el mobiliario original del salón-comedor de sus antiguos propietarios muy característico de principios de siglo. La primera planta es donde está instalado el Museo Arqueológico y destaca por conservar aún los pavimentos cerámicos de la casa en muy buen estado, que forman motivos geométricos y florales imitando dibujos de alfombras, muy acorde con la tradición industrial de la localidad.
La segunda planta, por último, está reservada a una sala de exposiciones que alberga la Colección de Pintura Municipal y en la que, además, atrae la hermosa armadura de madera que soporta la cubierta del edificio, la cual le da un aspecto original a la sala.
El Museo Arqueológico tiene unas zonas reservadas a biblioteca, laboratorio y despachos, y cuenta con una superficie expositiva de unos 100 m² divididos en tres partes, donde se puede rastrear el paso de las diferentes culturas asentadas en las tierras que hoy forman Crevillente.
Estas arrancan en el Paleolítico Superior, concretamente hace unos 30.000 años, y desde el Calcolítico se van sucediendo, una tras otra, terminando en el islam. De las 266 piezas expuestas destacan los siguientes lotes:
Los moldes de fundición en piedra caliza para hachas y espadas del Bronce Final de El Bosch, ligados a la metalurgia de tipo atlántico y que son un fiel exponente de la importancia que tenían estas actividades durante aquella época en esta zona.
Los bronces fenicios de El Camino de Catral y La Cañada Juana en los que se representan motivos religiosos de tipo oriental (leones, grifos, cabras rampantes, la flor de loto, el árbol de la vida, la palmeta de cuenco, etc.) y parecen pertenecer a un taller de orfebre. Se trata de dos piezas excepcionales que engrosan el exiguo repertorio de hallazgos de esta naturaleza.
El Tesorillo de Denarios de Cachapets, 268 monedas de plata acuñadas en Roma, cuya fecha está entre el 211 y el 100 antes de Cristo y en las que se puede distinguir una extensa variedad de motivos y elementos, sobre todo en sus reversos (cuadrigas, dioscuros a caballo, los nombres de los magistrados monetales, etc.). Sus estudios lo han calificado como una ocultación monetal de tipo familiar, siendo todos los ejemplares moneda circulante. Por la singularidad del hallazgo, su entidad y por el excelente grado de conservación, se considera como el conjunto numismático más importante de estas comarcas, lo cual le valió para incluirlo en el Inventario General de Bienes Muebles del Patrimonio Histórico Español.